# Качанова, Дарья Дмитриевна
Да́рья Дми́триевна Кача́нова (род. 17 сентября 1997 года в Нижнем Новгороде) — российская конькобежка, участница зимних Олимпийских игр 2022 года, 2-кратный призёр чемпионатов мира, чемпионка Европы и серебряный призёр чемпионата Европы, 15-кратная чемпионка России и многократная призёр чемпионата России, 4-кратная чемпионка мира среди юниоров и бронзовый призер. Победитель Кубка мира среди юниоров 2015 и 2016 годов на дистанции 500 метров. Мастер спорта России (2015), мастер спорта международного класса (2017).

## Биография
Дарья Качанова впервые увидела тренировку конькобежцев в начальной школе, тогда учительница, которая вела группу продленного дня, решила познакомить весь её класс с этим спортом и отвела на каток. Дарья начала заниматься конькобежным спортом в 2005 году в возрасте 8 лет. Воспитанница МБУ КСШОР № 1. Первый тренер Ольга Ярошенко. Тренер — Владимир Акилов. Специализируется на спринтерских дистанциях. Выступала за Нижегородское областное училище олимпийского резерва (НОУОР) № 1 (Нижний Новгород). В настоящее время выступает за Центральный спортивный клуб армии (ЦСКА).
В 2015 году Дарья стала победителем Кубка мира среди юниоров на дистанции 500 метров, а также на чемпионат мира среди юниоров в Варшаве стала серебряным призёром в беге на 500 метров и бронзовым в командном спринте. В следующем году повторила свой успех на Кубке мира и россиянка выиграла чемпионат мира среди юниоров в Чанчуне на дистанции 500 метров, а также в командном спринте.
На чемпионат мира среди юниоров в Хельсинки 2017 года Дарья вновь завоевала золото на дистанции 500 метров, а также выиграла дистанцию 1000 метров и стала бронзовым призером на 1500 метров. В том же году на Чемпионате России завоевала серебряные медали на дистанциях 500 и 1000 метров. В ноябре 2018 года она впервые поднялась на подиум Кубка мира в Томакомае, заняв 3-е место на дистанции 500 метров. В 2019 году на чемпионате Европы в спринтерском многоборье в Коллальбо стала серебряным призером и побила рекорд катка знаменитой Анни Фризингер, который держался 13 лет
В феврале выиграла бронзовую медаль в командном спринте на чемпионате мира на отдельных дистанциях в Инцелле, а в марте в Челябинске стала чемпионкой России в спринтерском многоборье. В январе 2020 года на чемпионате Европы на отдельных дистанциях в Херенвене Дарья Качанова завоевала золотую медаль в командном спринте вместе с Ангелиной Голиковой и Ольгой Фаткулиной, опередив хозяек турнира из Польши.
На чемпионате мира в Солт-Лейк-Сити 13 февраля 2020 года Дарья в том же составе стала серебряным призером в командном спринте, пробежав за 1 минуту 24,509 секунды. В январе 2021 года на втором этапе Кубка мира в Херенвене она выиграла бронзу на дистанции 500 метров со временем 37,63 сек, уступив только Ангелине Голиковой (2-е место) и голландке Фемке Кок (1-е место). В марте на чемпионате России в спринтерском многоборье одержала победу и стала в 13-й раз стала чемпионкой России.
С 7 по 9 января 2022 года она участвовала на чемпионате Европы на отдельных дистанциях в Херенвене, пропустив первый день соревнований в командном спринте из-за положительных ПЦР-тестов, Дарья выиграла бронзовые медали на дистанциях 500 и 1000 метров в следующие дни. В феврале 2022 года  она участвовала на зимних Олимпийских играх в Пекине. 13 февраля на дистанции 500 метров смогла попасть в десятку, заняв 8-е место, а на дистанции 1000 метров и заняла 9-е место. Дарья готовилась поехать на чемпионат мира в марте, но санкции, наложенные на российских спортсменов, сделали участие в турнире невозможным. В межсезонье она получила разрыв ахилла и пропустила сезон 2022/2023.
Вернулась в сезоне 2023/2024 и в ноябре 2023 года на 3-м этапе Кубка России в Челябинске в спринтерском многоборье выиграла общий зачёт, при этом установила два рекорда катка в сумме многоборья и на дистанции 1000 метров. В декабре на чемпионате России на отдельных дистанциях Дарья выиграла забеги на 500, 1000 метров и 1500 метров, а также стала второй в командном спринте. В январе 2024 года в Кемерово, на чемпионате России в спринтерском многоборье выиграла звание чемпионки страны в пятый раз. Через месяц на II Всероссийской Спартакиаде победила на дистанциях 500 и 1000 метров. В марте в финале Кубка России стала первой в общем зачёте на дистанции 1000 метров.
В сезоне 2024/2025 на очередном чемпионате России на отдельных дистанциях Даша Качанова одержала четыре победы на дистанциях 500, 1000, 1500 метров и в командной гонке.

## Личная жизнь
Дарья Качанова обучается в Университете Минина в Нижнем Новгороде на факультете физического воспитания и спорта. Любит велосипед, играть в волейбол, путешествовать. Мечтает пойти в горы. Хочет для начала пойти на Эльбрус.  Любит читать романы, детективы, что-нибудь про буддизм и конфуцианство.

## Спортивные достижения
| Год  | Чемпионат Европы спринт | Чемпионат Европы на отдельных дистанциях | ЧM спринт             | ЧM на отдельных дистанциях                | Олимпийские игры    | Кубок мира                                           | ЧМ среди юниоров                  |
| ---- | ----------------------- | ---------------------------------------- | --------------------- | ----------------------------------------- | ------------------- | ---------------------------------------------------- | --------------------------------- |
| 2014 |                         |                                          |                       |                                           |                     |                                                      | 8e 500 м 23e 1000 м               |
| 2015 |                         |                                          |                       |                                           |                     |                                                      | 500 м · 23e 1000 м                |
| 2016 |                         |                                          |                       |                                           |                     |                                                      | 500 м · 1000 м · командный спринт |
| 2017 |                         |                                          |                       |                                           |                     |                                                      | 5000 м · 1000 м · 1500 м          |
| 2018 |                         | 5e 500 м 7e 1000 м                       | 19e (21e, 9e, 5e, 6e) |                                           |                     | 40e 500 м 20e 1000 м                                 |                                   |
| 2019 | · (, )                  |                                          | 7e · (7e, , 13e, 7e)  | 8e 500 м · 11e 1000 м · командный спринт  |                     | 6e 500 м 5e 1000 м                                   |                                   |
| 2020 |                         | 5e 500 м · 1000 м · командный спринт     | (7e, 13е, 6e, -)      | 10e 500 м · 10e 1000 м · командный спринт |                     | 5e 500 м · 5e 1000 м · 30е 1500 м · командный спринт |                                   |
| 2021 | 5e (6e, 5e, 5e, 4e)     |                                          |                       | 6e 500 м 11e 1500 м                       |                     | 11e 500 м 26e 1000 м 12e 1500 м                      |                                   |
| 2022 |                         | 500 м · 1000 м                           |                       |                                           | 8e 500 м 9-e 1000 м |                                                      |                                   |

- ЧМ и ЧЕ спринт — (1e 500 м, 1e 1000 м, 2e 500 м, 2e 1000 м).